# Santiago de Calatrava
Santiago de Calatrava település Spanyolországban, Jaén tartományban. Santiago de Calatrava Baena, Valenzuela, Higuera de Calatrava, Torredonjimeno és Martos községekkel határos. Lakosainak száma 657 fő (2024).

## Népesség
A település népessége az elmúlt években az alábbi módon változott:
| Lakosok száma | 911  | 898  | 880  | 860  | 811  | 795  | 709  | 699  | 655  | 657  |
|               | 2001 | 2004 | 2007 | 2009 | 2012 | 2014 | 2017 | 2019 | 2022 | 2024 |